# Kanton Troyes-5
Der Kanton Troyes-5 ist ein französischer Wahlkreis im Département Aube in der Region Grand Est. Er umfasst einen 18.393 Einwohner (Stand: 2022) zählenden Teilbereich der Stadt Troyes im Arrondissement Troyes.
Bis zur landesweiten Neuordnung der französischen Kantone im März 2015 besaß er den INSEE-Code 1030.

## Politik
| Vertreter im Departementrat | Vertreter im Departementrat    | Vertreter im Departementrat |
| Amtszeit                    | Namen                          | Partei                      |
| --------------------------- | ------------------------------ | --------------------------- |
| 2004–2015                   | Sibylle Bertail                | UMP                         |
| 2015–                       | Sibylle Bertail Jacques Rigaud | UMP                         |